# James H. Brooks

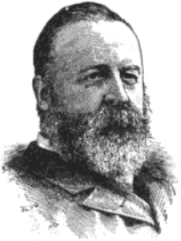
James H. Brookes.

James H. Brookes, D. D. (1830–18 de abril de 1897) fue un religioso estadounidense, escritor y pastor de la Iglesia Presbiteriana de Walnut Street, en San Luis, Misuri.
El Instituto Bíblico Brooks de St. Louis fue nombrado en su honor (www.brookesbible.com). El Dr. Brookes fue un escritor prolífico, habiendo escrito más de 200 panfletos y folletos. Fue un conocido maestro de la Biblia y el editor de la revista La Verdad, una publicación que sirvió, junto con la revista Watchword, como el órgano oficial del movimiento premilenialista, hasta su muerte en 1897.
Brookes fue un prominente dispensacionalista de su generación, y fue la figura principal del movimiento dispensacionalista durante el período de su crecimiento. Brook fue un líder clave en la famosa Conferencia Bíblica Niágara y el mayor responsable del Credo de la Conferencia Niagara Creed. A partir de 1875, fue el orador principal de la Conferencia, desempeñándose por muchos años como su Presidente. Fue amigo de Dwight L. Moody durante el avivamiento en St. Louis in 1880, y fue el mentor de C. I. Scofield, el famoso editor de la Biblia de Referencia Scofield de 1909.